# Sclerophrys asmarae
El sapo de Asmara (Sclerophrys asmarae) es una especie de anfibios anuros de la familia Bufonidae.

## Distribución geográfica y hábitat
Es endémica de Eritrea y Etiopía.
Su hábitat natural incluye sabanas secas y praderas.